# Mathieu Elie Matthes
Mathieu Elie Matthes (* 20. Februar 1808 in Rotterdam; † 11. Januar 1868 in Duisburg) war ein Chemieindustrieller.

## Leben
Seine Eltern waren der Kaufmann Ernst Matthes (1773–1824) und Maria Gysberta Johanna Snoeck (1780–1857); sein Bruder Karel (1806–1888). 
Matthes arbeitete als kaufmännischer Angestellter in Friedrich Wilhelm Curtius’ Schwefelsäurefabrik in Duisburg. Auf Curtius' Anregung hin gründete er am 1. Juli 1838 zusammen mit dem Kaufmann Carl August Weber die Sodafabrik Matthes & Weber. Im folgenden Jahr heiratete er Curtius' Tochter Bertha.
Zur Verarbeitung der anfallenden Salzsäure zu Chlor und Chlorkalk gründete er 1848 die vierte rheinländische Chlorkalkfabrik; 1863 wurde eine zweite Sodafabrik errichtet.
Infolge niedriger Preise für Transporte per Schiff und niedriger Importzölle auf Sodaprodukte konnte die britische Konkurrenz den deutschen Markt überschwemmen. 1856 wurde unter Matthes' Vorsitz die Sodakonvention abgeschlossen, mit der die vier Mitglieder die Absatzmärkte aufteilten (Gebietskartell) und einheitliche Verkaufspreise festlegten (Preiskartell).
Nach seinem Tod wurde seine Witwe zunächst Teilhaberin bei Matthes & Weber, bis 1874 ihre Brüder Julius und Friedrich Eduard Curtius Gesellschafter wurden. 1870 hatte auch Webers Sohn Julius dessen Nachfolge angetreten.

## Familie
Matthes heiratete 1839 Bertha Anna Wilhelmina Matthes geb. Curtius (* 14. September 1816 in Duisburg; † 4. November 1884 in Düsseldorf). Sie war sehr musikalisch, Max Bruch widmete ihr seine Fantasie für zwei Klaviere op. 11 (1861). Das Paar hatte zwei Kinder:
- Marie Theodore Matthes (1840–1913), die 1863 den Juristen Heinrich Steinmetz heiratete.
- Friedrich Georg Ernst Matthes (1848–1906), Besitzer einer Baumwollspinnerei in Düsseldorf, heiratete 1873 Louise Agnes Wätjen (* 1853), Tochter des Reeders Christian Heinrich Wätjen.[2] Ihr Sohn war der Maler Ernst Matthes (1878–1918).

## Belege
1. ↑  Chronik
2. ↑  Friedrich Georg Ernst Matthes, * um 1848 in Duisburg, in Ortsfamilienbuch Bremen und Vegesack, abgerufen am 2. März 2016

| Personendaten    | Personendaten                           |
| ---------------- | --------------------------------------- |
| NAME             | Matthes, Mathieu Elie                   |
| KURZBESCHREIBUNG | Unternehmer in der chemischen Industrie |
| GEBURTSDATUM     | 20. Februar 1808                        |
| GEBURTSORT       | Rotterdam                               |
| STERBEDATUM      | 11. Januar 1868                         |
| STERBEORT        | Duisburg                                |